# Tawan Bogd
Der Tawan Bogd (mongolisch Таван богд ‚fünf Heilige‘; russisch Тава́н-Бо́гдо-У́ла; chinesisch 塔彎博格多, Pinyin Tǎwān Bógé Duō) ist ein Gebirgsmassiv im südöstlichen Altaigebirge am Dreiländereck zwischen der Mongolei, der Volksrepublik China und Russland.
Nach Norden hin fällt der Tawan Bogd steil zu der in Russland gelegenen Hochfläche des Ukokplateaus ab. Nach Osten erstreckt sich der Sailjugem-Gebirgszug entlang der russisch-mongolischen Grenze. In südsüdöstlicher Richtung schließt sich der Mongolische Altai entlang der mongolisch-chinesischen Grenze an. In westlicher Richtung verläuft der Gebirgskamm des Südlichen Altais entlang der russisch-chinesischen Grenze. Das Bergmassiv besteht hauptsächlich aus Schiefergesteinen und aus Graniten. Der Tawan Bogd erreicht im Chüiten eine maximale Höhe von 4374 m (frühere Höhenangaben lauteten 4356 m). 36 Gletscher erstrecken sich über das Bergmassiv, darunter der Potanin-Gletscher und der Prschewalski-Gletscher als die beiden größten. In den 1970er Jahren hatten alle diese Gletscher noch eine Gesamtfläche von 160 km², für den Potanin-Gletscher wurden damals 20 km als Länge angegeben, für den Prschewalski-Gletscher 12 km. Durch den Klimawandel sind diese deutlich abgeschmolzen: Der Potanin-Gletscher hat inzwischen nur noch eine Länge von 14 km. Am Fuß des Tawan Bogd-Massivs wachsen Zwergbirken. In größeren Höhen herrschen alpine Vegetation, Bergtundra und Schotterflächen. In den südlich gelegenen Flusstälern von Chowd Gol und Kanas stehen Lärchenwälder.
Ein großes Gebiet steht als Altai-Tawan-Bogd-Nationalpark unter Naturschutz.

## Gipfel
Die fünf bedeutendsten Gipfel im Tawan Bogd-Massiv sind:
- Chüiten (Nairamdan) (4374 m) (⊙), Mongolei/China
- Nairamdal (4082 m) (⊙), Mongolei/China/Russland
- Bürged (4068 m)
- Malchin (4050 m) (⊙), Mongolei/Russland
- Olgii (4050 m)